# BEM-250
A BEM-250 era uma bomba de propósito geral da Romênia de 250 kg e baixo arrasto. Ela foi projetada para ser utilizada pelo IAR-93, um avião de ataque romeno da Guerra Fria, em diversas configurações, dentre as quais com o avião levando 8 BEM-250s e uma BM-500 (4 BEM-250 em cada asa, e 1 BM-500 sob um pilão na central da fuselagem).